# Estación de Las Correderas
Las Correderas es un apartadero ferroviario situado en el municipio español de Santa Elena, en la provincia de Jaén. En la actualidad las instalaciones se encuentran cerradas y no disponen de servicios de viajeros.

## Situación ferroviaria
La estación forma parte de la línea férrea de ancho ibérico Alcázar de San Juan-Cádiz, situada en el punto kilométrico 273,6 a 637 metros sobre el nivel del mar. Se encuentra entre las estaciones de Venta de Cárdenas y Santa Elena. El tramo es de vía única y está electrificado.

## Historia
La estación fue abierta al tráfico el 8 de julio de 1866 con la puesta en marcha del tramo Venta de Cárdenas-Vilches de la línea que pretendía unir Manzanares con Córdoba. La obtención de la concesión de dicha línea por parte de la compañía MZA fue de gran importancia para ella, dado que permitía su expansión hacia el sur tras lograr enlazar con Madrid los otros dos destinos que hacían honor a su nombre (Zaragoza y Alicante). Las instalaciones se encontraban muy alejadas de la población de Santa Elena.
En 1941, tras la nacionalización de los ferrocarriles de ancho ibérico, las instalaciones pasaron a formar parte de la recién creada RENFE. Con el paso de los años en torno a la estación se fue formando un pequeño núcleo poblacional, dependiente del municipio de Santa Elena, que para 1930 tenía un censo de 7 habitantes.
Desde enero de 2005 Renfe Operadora explota la línea mientras que Adif es la titular de las instalaciones ferroviarias.

## La estación
El edificio, antes de su derribo en 2018, era una construcción a dos aguas con dos plantas y cinco vanos por planta y costado. Solo disponía de una pequeña acera, por lo que nunca tuvo un andén, de forma que se accedía a los coches desde el balasto de la vía. Las instalaciones constan de dos vías: la principal, junto al edificio de viajeros, y una derivada que acaba en un estrelladero para frenado de emergencia, ya que el tramo sentido Linares-Baeza tiene una fuerte pendiente descendente en Despeñaperros. El recinto está dentro de una finca, por lo que no es accesible.